# Фазлетдинов, Игорь Робертович
Игорь Робертович Фазлетдинов (род.18 сентября 1967) — российский военачальник, начальник штаба — первый заместитель командующего Ракетными войсками стратегического назначения РФ, генерал-лейтенант.

## Ранние годы
Родился 18 сентября 1967 года в Лиде Гродненской области БССР. Здесь окончил среднюю школу № 6. 
С самого детства о службе в армии Игорь Робертович знал не понаслышке. Его отец, Роберт Салахетдинович, служил в Лидской ракетной дивизии прапорщиком. В 1963 году из Башкирии он был призван на срочную службу. После её окончания старшина батареи Фазлетдинов Роберт Салахетдинович, не изменил военному делу.

## Образование
- Серпуховское высшее командно-инженерное училище Ракетных войск имени Ленинского комсомола (1989)
- Военная академия РВСН имени Петра Великого (2003)
- Военная академия Генерального штаба Вооружённых Сил Российской Федерации (2007)

## Военная служба
Когда пришло время и перед Игорем Фазлетдиновым встал вопрос выбора будущей профессии, он принял для себя твёрдое решение стать военным. После окончания школы поступил в Серпуховское высшее командно-инженерное училище. Уже на вступительных экзаменах преподаватели отметили отличные знания молодого человека. Не разочаровал он преподавательский состав и во время учёбы в училище. Например, на олимпиаде по физике среди высших учебных заведений, которая проходила в Москве, Игорь Фазлетдинов, представляя Серпуховское военное училище, занял второе место.В 1984—1989 — курсант Серпуховского высшего командно-инженерного училища ракетных войск имени Ленинского комсомола.
В 1989—1992 — после окончания училища направлен служить в 49-ю гвардейскую ракетную Станиславско-Будапештскую дивизию. Позднее из Лиды был переведён в Пружаны. Вскоре ракетные войска начали выводить из Белоруссии в Россию.
С 1992—2001 — Служил в различных уголках России на различных командных должностях, и везде отличался высоким профессионализмом и ответственным отношением к делу.
Командир 55-го гвардейского ракетного полка (в/ч 02858) 23-й гвардейской ракетной Орловско-Берлинской дивизии (г. Канск Красноярского края).
Например, среди фотографий, которые родители Игоря Робертовича показали журналисту, есть фотография с надписью: «Губернатор Красноярского края Лебедь А. И. вручает Переходящий вымпел „Лучшей воинской части РВСН“ командиру воинской части 02858 (гвардии подполковнику Фазлетдинову И. Р., г. Канск, 2000 год».
С 2001—2003 — слушатель Военной академии РВСН имени Петра Великого, окончил с золотой медалью.
С 2003—2005 — начальника штаба — заместитель командира 54-й гвардейской ракетной дивизии 27-й гвардейской ракетной армии (г. Тейково).
С 2005—2007 — слушатель факультета национальной безопасности и обороны государства Военной академии Генерального штаба Вооружённых Сил Российской Федерации.
С 2007—2010 — командир 54-й гвардейской ракетной дивизии 27-й гвардейской ракетной армии (г. Тейково).
Полковник И. Р. Фазлетдинов принял командование особой ракетной дивизией. В декабре 2006 года на боевое дежурство был поставлен первый полк, вооружённый новым подвижным грунтовым ракетным комплексом «Тополь-М». Под руководством командира дивизии проводятся мероприятия по углублённому изучению вопросов эксплуатации систем и агрегатов нового вооружения, особенностей подготовки расчётов дежурных смен для несения боевого дежурства. 22 августа 2007 г. ракетную дивизию посетил Министр обороны РФ А. Э. Сердюков, уделив особое внимание осмотру пусковой установки нового подвижного грунтового ракетного комплекса «Тополь-М». Президент РФ Д. А. Медведев в ходе своего посещения 15 мая 2008 г. ракетной дивизии внимательно ознакомился с работой расчётов пусковой установки «Тополь-М». Показом руководил командующий Ракетными войсками генерал-полковник Н. Е. Соловцов. В ходе посещения Президент РФ Д. А. Медведев ознакомился с работой номеров боевого расчёта ракетного дивизиона, бытовыми условиями дежурной смены. Во многом благодаря усилиям командира дивизии полковника И. Р. Фазлетдинова по итогам 2009 года Тейковская ракетная дивизия признана лучшей в РВСН среди дивизий, вооружённых ракетными комплексами мобильного базирования.
С 2010—2016 — начальник штаба — первый заместитель командующего 27-й гвардейской ракетной Витебской армии (г. Владимир).
Указом Президента РФ от 13.12.2012 № 1641 присвоено воинское звание генерал-майора.
С 2016—2019 — командующий 27-й гвардейской ракетной Витебской армией (г. Владимир).
Указом Президента РФ от 12.12.2018 г. № 709 присвоено воинское звание генерал-лейтенанта.
С февраля 2019 года — начальник штаба — первый заместитель командующего Ракетными войсками стратегического назначения Российской Федерации. На посту начальника штаба РВСН России рассказал о перспективном ракетном комплекса «Ярс». По его словам, данное вооружение обладает выдающимися возможностями по преодолению систем ПРО. Генерал-лейтенант также отметил современность и всего подвижного комплекса «Ярс». Как отметил начальник штаба РВСН, пусковые установки имеют повышенные маршевые и защитные характеристики.
«Это абсолютно современная ракета, которая гарантированно решит те задачи, которые на нее возложены. Самое основное – она уверенно это сделает – преодолеет существующие и перспективные системы противоракетной обороны. В этом сомнений нет, она для этого и предназначена», - заявил Фазлетдинов.
В декабре 2012 года выступал в качестве истца в Подольском городском суде Московское области. В качестве ответчика выступало ФГКУ «Специальное территориальное управление имущественных отношений» Министерства обороны Российской Федерации. Суд рассматривал дело о гражданском иске Фазлетдинова И. Р. действующего в своих интересах и интересах несовершеннолетней Фазлетдиновой К.И о признании права собственности на квартиру в порядке приватизации, прекращении права собственности и права оперативного управления на квартиру.
Кандидат военных наук.

## Семья
Отец — Фазлетдинов Роберт Салахетдинович — служил в Лидской ракетной дивизии прапорщиком. В 1963 году из Башкирии он был призван на срочную службу. После её окончания старшина батареи Фазлетдинов не изменил военному делу.
Мать — Фазлетдинова Анна Ивановна — познакомилась с Робертом Фазлетдиновым, когда Анна Ивановна как учащаяся техникума проходила практику в Лидском районе, на Минойтовском ремзаводе. Первенец Игорь родился в семье Фазлетдиновых в сентябре 1967 года.
Жена — Валентина. Были знакомы со школьной скамьи. Поженились в 1988 году.
Дети — Старший сын Алексей получил юридическое образование, средний сын Илья стал военным, а младшая дочка Ксения пока ходит в школу. Сыновья уже создали свои семьи, и не так давно у генерала Фазлетдинова родилась внучка.

## Награды
- Орден «За военные заслуги»[10]
- Медаль ордена «За заслуги перед Отечеством» 2 степени[10]
- Медаль «За воинскую доблесть» 2 степени[10]
- Медаль «За укрепление боевого содружества»[10]
- Медаль «За отличие в военной службе» 1, 2 и 3 степеней[10]
- Знак отличия «За службу в Ракетных войсках стратегического назначения»[11]
- Знак отличия «Главный маршал артиллерии Неделин»[11]
- Медаль За боевое содружество (ФСБ России)[10]

## Основные научные работы
И.Р.Фазлетдинов. УНИКАЛЬНЫЙ ЖИЗНЕННЫЙ ПУТЬ РАКЕТЧИКА (К 90-ЛЕТИЮ СО ДНЯ РОЖДЕНИЯ ГЕНЕРАЛА АРМИИ Ю.А. ЯШИНА) (рус.) // Военная мысль №3 март 2020 года. — 2020 год.